# Vladan Pavlović
Vladan Pavlović, cyr. Bлaдaн Пaвлoвић (ur. 24 lutego 1984 w Belgradzie) – serbski piłkarz występujący na pozycji obrońcy. Od 2015 jest zawodnikiem Radnika Surdulica.